# Połonicznik kosmaty
Połonicznik kosmaty (Herniaria hirsuta L.) – gatunek rośliny z rodziny goździkowatych (Caryophyllaceae). Występuje w środkowej i południowo-wschodniej Europie, w środkowej i zachodniej Azji i Afryce Północnej. W Polsce występuje w południowo-zachodniej części kraju.

## Morfologia

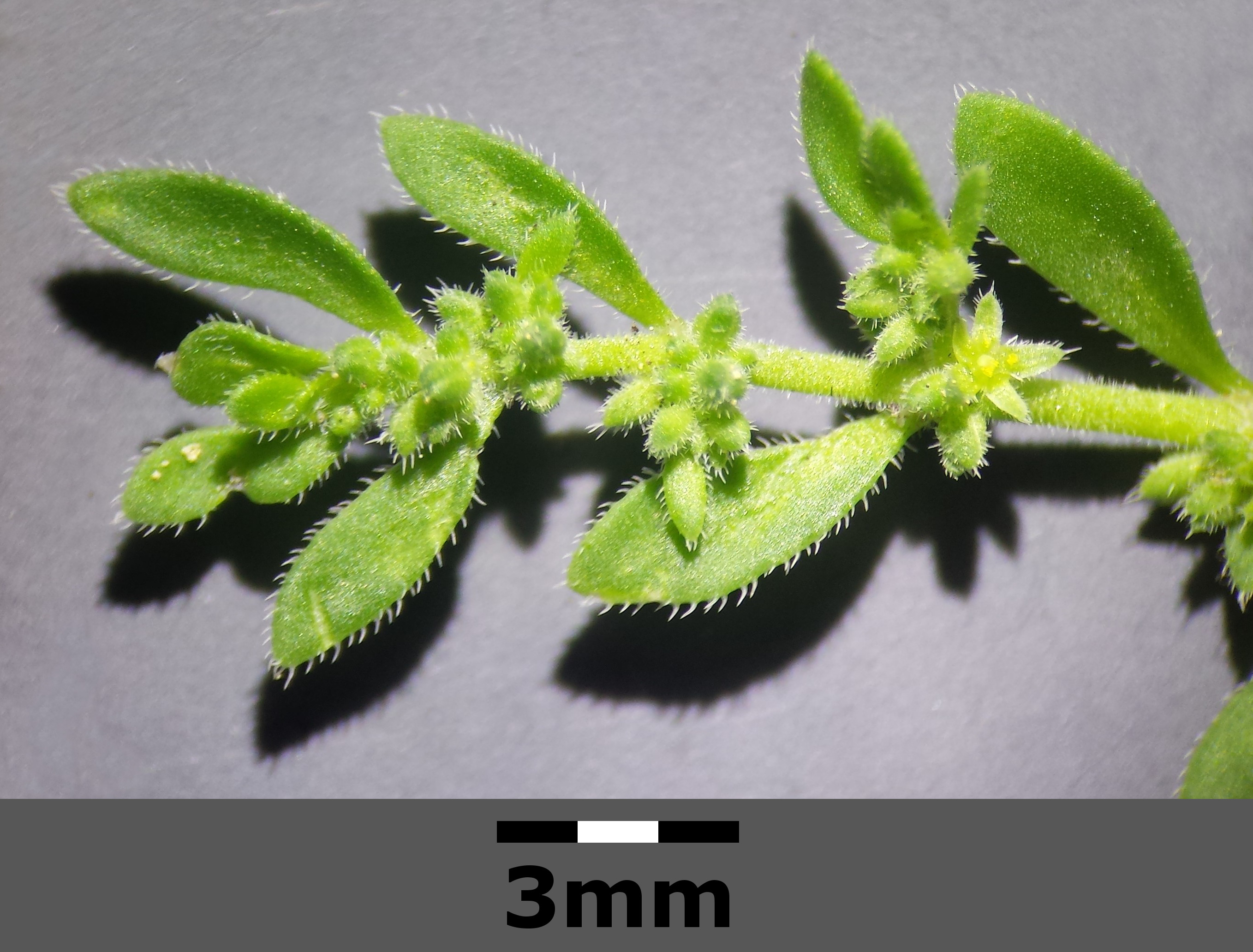
Fragment pędu

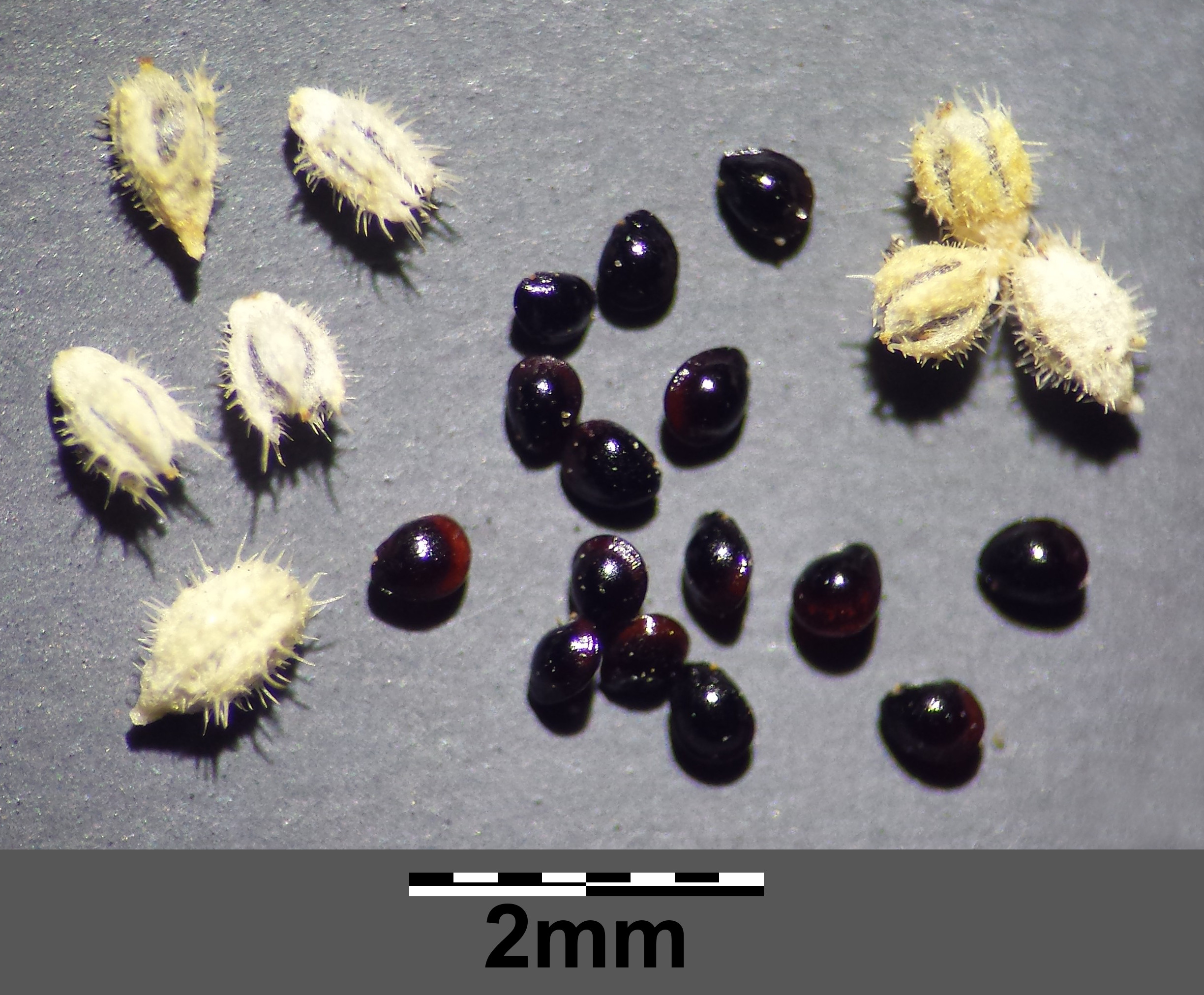
Owoce

ŁodygaGęsto owłosiona, rozpostarta na ziemi, rozgałęziona, 5–15 cm długości, ciemnozielona lub szarawozielona.
LiścieJajowato-podługowate, naprzeciwległe z gęstym owłosieniem, przylistki orzęsione.
KwiatyBardzo małe, siedzące, zebrane są w kątach liści w kwiatostany (kłębki kwiatowe po 5–10 sztuk), koloru żółtozielonego, szarawozielonego. Działki kielicha owłosione.
OwocPodługowaty, jednonasienny. Nasiona kuliste bądź kulistawe (0,5 mm długie i 0,4 mm szerokie).

## Biologia
Roślina jednoroczna lub dwuletnia, hemikryptofit, chamefit. Występuje przeważnie na piaszczystych polach i przydrożach. Kwitnie od lipca do października.

## Zastosowanie
Roślina lecznicza. Zioła używane są w schorzeniach nerek i wątroby.

## Zagrożenia i ochrona
Gatunek umieszczony na polskiej czerwonej liście w kategorii EN (zagrożony).